# Прокоф'єва Оксана Сергіївна
Оксана Сергіївна Прокоф'єва (19 січня 1911, село Маяки — 6 листопада 2001, село Маяки Слов'янського району Донецької області) — українська радянська діячка, новаторка сільськогосподарського виробництва, ланкова колгоспу «Червоні маяки» Слов'янського району Сталінської (Донецької) області. Депутат Верховної Ради УРСР 5-го скликання.

## Біографія
З 1940-х років — ланкова колгоспу «Червоні маяки» (з 1959 року — «Україна») села Маяки Слов'янського району Сталінської (Донецької) області. Член КПРС.
Потім — на пенсії в селі Маяки Слов'янського району Донецької області.

## Нагороди
- медалі
- почесна Грамота Президії Верховної Ради УРСР (7.03.1960)